# Serpierita
La serpierita és un mineral de la classe dels sulfats. Va ser anomenada així l'any 1881 per Alfred Lewis Oliver Legrand Des Cloizeaux en honor de Giovanni Battista Serpieri (1832-1897), enginyer, empresari i miner italià.

## Característiques
La serpierita és un sulfat de calci, coure i zinc, de fórmula Ca(Cu,Zn)₄(SO₄)₂(OH)₆(H₂O)₃. Cristal·litza en el sistema monoclínic formant crostes i agregats de cristalls diminuts. És l'anàleg amb calci de l'aldridgeita, de la qual és isostructural. Algunes varietats són visualment indistingibles de l'ortoserpierita. Està estructuralment relacionada al grup devil·lina, grup al qual pertanyen l'aldridgeita, la campigliaita, la devil·lina, la kobyashevita i la lautenthalita.

## Formació i jaciments
La localitat tipus és la mina Serpieri, Kamariza, Districte de Lavrion, Grècia, i el material tipus es conserva al Museu Nacional d'Història Natural de París. Es troba de manera secundària a l'escòria de fosa alterada i als filons de sulfurs oxidats. Sol trobar-se associada a altres minerals com: smithsonita, devil·lina, posnjakita, ktenasita, linarita, langita, brochantita, wroewolfeita, namuwita, schulenbergita, hidrozincita, malaquita i guix.